# Houry
Houry es una comuna francesa situada en el departamento de Aisne, de la región de Alta Francia.

## Geografía
Está ubicada a 7 km al suroeste de Vervins.

## Demografía
| 78 | 69 | 53 | 49 | 57 | 57 | 64 | 48 |
| Para los censos de 1962 a 1999 la población legal corresponde a la población sin duplicidades (Fuente: INSEE [Consultar]) |    |    |    |    |    |    |    |